# アーサー・フリード
アーサー・フリード（Arthur Freed、1894年9月9日 - 1973年4月12日）は1940年代から1950年代のMGMミュージカル映画を代表する映画プロデューサー。また、それ以前には作詞家としても活躍した。

## プロフィール
サウスカロライナ州生まれ。はじめボードビルの芸人であったが、作詞家に転じて頭角をあらわし、MGM専属となる。ナシオ・ハーブ・ブラウンと組んで『ブロードウェイ・メロディー』『雨に唄えば』などの作品を生み出した。
1940年代に入ると主としてミュージカル映画専門のプロデューサーに転向。会社はフリードに半独立の製作集団「フリード・ユニット」を組織することを認め、ヴィンセント・ミネリ、バスビー・バークレイなどの監督やMGMの「星の数より多い」俳優たちを自由に指揮する権限を与えた。
フリードの製作方法は、才能ある人材を集め、その顔合わせで観客を引きつけるもので、1940年代から1950年代のミュージカル最盛期にMGMが製作した映画のほとんどにかかわっている。ただしその製作手法は、徐々に映画の人気が凋落し、特に予算の大きなミュージカルが下火となってくると、会社の方針とあわなくなり、後にフリード・ユニットはMGMから独立して、独自の製作を行うようになった。

## セクシュアルハラスメント
フリードはキャスティング・カウチ（セックスをした相手に役や契約を回すこと）や、大人の女優以外に子役にも手を出すペドフィリアでもあり、当時13歳のジュディ・ガーランドとも性的関係をもっていた。
また『オズの魔法使』の当初の主役は20世紀フォックスから同社の看板スターで、国民的子役のシャーリー・テンプルを借り受けて起用する予定であったので、自分のオフィスに当時12歳のシャーリーを招き入れ面接をした。その際にフリードはズボンを下ろし陰部を彼女に見せるというセクハラ行為を行ったが、大スターの彼女は大笑いして彼の性的な誘いを拒絶したため、フリードは激怒しオフィスからシャーリーを追い出した。
このセクハラ事件で20世紀フォックスが激怒しMGMはトラブルになり、『オズの魔法使』の主役を演じる話が頓挫したエピソードを、フリードが死んで十数年後にシャーリーが伝記内で暴露した。

## ヒットソング

### ナシオ・ハーブ・ブラウンとの競演
- ブロードウェイ・メロディ "The Broadway Melody"
- "You Were Meant for Me"
- "Wedding of the Painted Doll"
- 雨に唄えば "Singin' in the Rain"
- "Pagan Love Song"
- "Should I"
- "Beautiful Girl"
- "Going Hollywood"
- "Temptation"
- "We'll Make Hay While the Sun Shines"
- "Cinderella's Fella Fell off the clif"
- "All I Do Is Dream of You"
- "You Are My Lucky Star"
- "I've Got a Feelin' You're Foolin'"
- "Broadway Rhythm"
- "Sing Before Breakfast"
- "Alone"
- "Would You"
- "Yours and Mine"
- "Smoke Dreams"
- "Good Morning"
- "Make 'Em Laugh"

### 他の作詞家との合作
- "I Cried for You"（ガス・アーヘイムとエイブ・ライマンとの合作）
- "Our Love Affair"（ロジャー・エデンスとの合作）
- "This Heart of Mine"（ハリー・ウォーレンとの合作）
- "There's Beauty Everywhere"（ハリー・ウォーレンとの合作）
- "Here's to the Girls"（ロジャー・エデンスとの合作）

## 製作映画
- オズの魔法使 The Wizard of Oz（1939）アシスタントプロデューサー
- 青春一座 Babes in Arms（1939）
- ストライク・アップ・ザ・バンド Strike Up the Band（1940、未）
- リトル・ネリー・ケリー Little Nellie Kelly（1940）
- レディ・ビー・グッド Lady Be Good（1941）
- ブロードウェイ Babes on Broadway（1941）
- Panama Hattie（1942）
- フォー・ミー・アンド・マイ・ギャル For Me and My Gal（1942）
- キャビン・イン・ザ・スカイ Cabin in the Sky（1943、未）
- Best Foot Forward（1943）
- デュバリイは貴婦人 Du Barry Was a Lady（1943）
- ガール・クレイジー Girl Crazy（1943、未）
- Meet the People（1944）エグゼクティブプロデューサー
- 若草の頃 Meet Me in St. Louis（1944）
- The Clock（1945）
- ヨランダと泥棒 Yolanda and the Thief（1945、未）
- ハーヴェイ・ガールズ The Harvey Girls（1946）
- ジーグフェルド・フォーリーズ Ziegfeld Follies（1946）
- 雲晴れるまで Till the Clouds Roll By（1946、未）
- Good News（1947）
- サマー・ホリデイ Summer Holiday（1948）
- 踊る海賊 The Pirate（1948）
- イースター・パレード Easter Parade（1948）
- ワーズ&ミュージック Words and Music（1948、未）
- 私を野球につれてって Take Me Out to the Ball Game（1949、未）
- ブロードウェイのバークレー夫妻 The Barkleys of Broadway（1949、未）
- Any Number Can Play（1949）
- 踊る大紐育 On the Town（1949）
- アニーよ銃をとれ Annie Get Your Gun（1950）
- 危機の男 Crisis（1950）
- Pagan Love Song（1950）
- 恋愛準決勝戦 Royal Wedding（1951）
- ショウ・ボート Show Boat（1951）
- 巴里のアメリカ人 An American in Paris（1951）
- ザ・ベル・オブ・ニューヨーク The Belle of New York（1952、未）
- 雨に唄えば Singin' in the Rain（1952）
- バンド・ワゴン The Band Wagon（1953）
- ブリガドーン Brigadoon（1954）
- いつも上天気 It's Always Fair Weather（1955）
- キスメット Kismet（1955、未）
- 舞踏への招待 Invitation to the Dance（1956）
- 絹の靴下 Silk Stockings（1957）
- 恋の手ほどき Gigi（1958）
- ベルズ・アー・リンギング Bells Are Ringing（1960、未）
- 地下街の住人 The Subterraneans（1960）
- Light in the Piazza（1962）